# Adrien Douady
Adrien Douady (La Tronche (Isera), 25 de setembre de 1935 – Sant Rafèu, 2 de novembre de 2006) fou un matemàtic francès.
Com a estudiant d'Henri Cartan a l'École Normale Supérieure de París començà treballant en el camp de l'àlgebra homològica; això no obstant, aviat destacaren les seves aportacions a la geometria analítica, així com les seves col·laboracions amb l'Association des Collaborateurs de Nicolas Bourbaki. Una de les seves especialitats era la construcció de notables i útils contraexemples. Posteriorment, i sovint en col·laboració amb el seu estudiant John H. Hubbard, reorientà la seva recerca cap als sistemes dinàmics, recuperant així l'estudi de la iteració de funcions racionals en variable complexa iniciat a principis del segle xx per Pierre Fatou i Gaston Julia. En particular, a ell i els seus estudiants es deuen alguns resultats tan importants com la connexitat del conjunt de Mandelbrot o l'existència de conjunts de Julia amb mesura positiva.
A més de la seva tasca com a professor—i, a partir del 2001, professor emèrit—de la Universitat de París XI d'Orsay, Douady es dedicà en gran part a la divulgació de les matemàtiques, d'on destaca la co-realització de nombrosos documentals de caràcter científic.
El 1989 fou guardonat amb el premi Ampère de l'Électricité de France i el 1997 investit membre de l'Acadèmia Francesa de Ciències. Morí en el mar, davant de Sant Rafèu.